# Corinna bristoweana
Corinna bristoweana là một loài nhện trong họ Corinnidae.
Loài này thuộc chi Corinna. Corinna bristoweana được Cândido Firmino de Mello-Leitão miêu tả năm 1926.